# Eisenbahn-Ausbesserungswerk Leinhausen

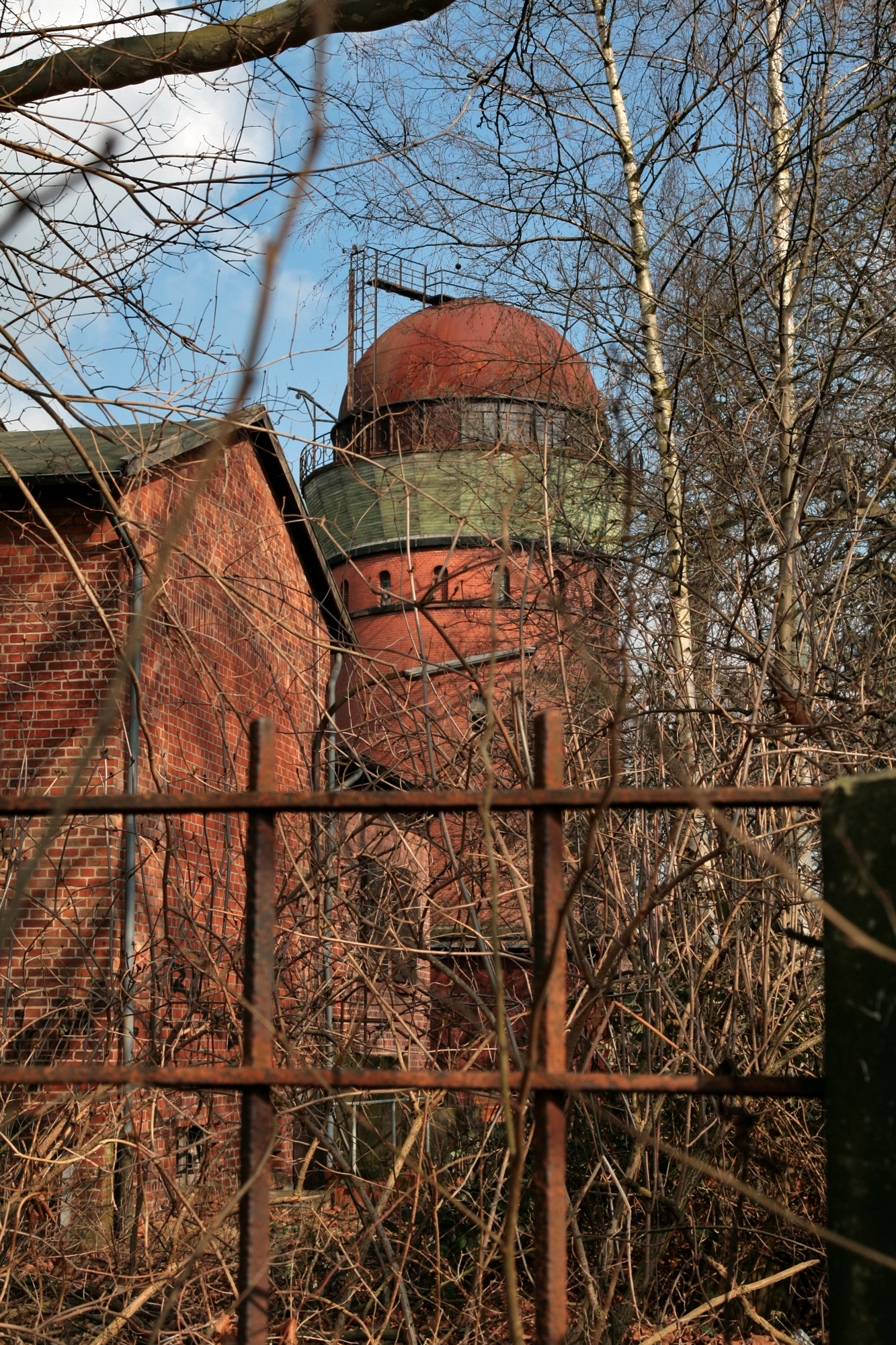
Alter Wasserturm des Betriebshofes

Das Eisenbahn-Ausbesserungswerk Leinhausen entstand 1874, damals am Stadtrand von Hannover als Ausbesserungswerk der Eisenbahn und wurde 1992 geschlossen. Mit dem Ausbau des S-Bahn-Netzes im Großraum Hannover anlässlich der EXPO 2000 in Hannover wurde eine neue S-Bahn-Werkstatt errichtet. Das Werk wurde durch seine Arbeitersiedlung zur Keimzelle für den Stadtteil Leinhausen. Zeitweise war es eines der größten Ausbesserungswerke der Deutschen Reichsbahn (RAW).

## Geschichte

### Gründung

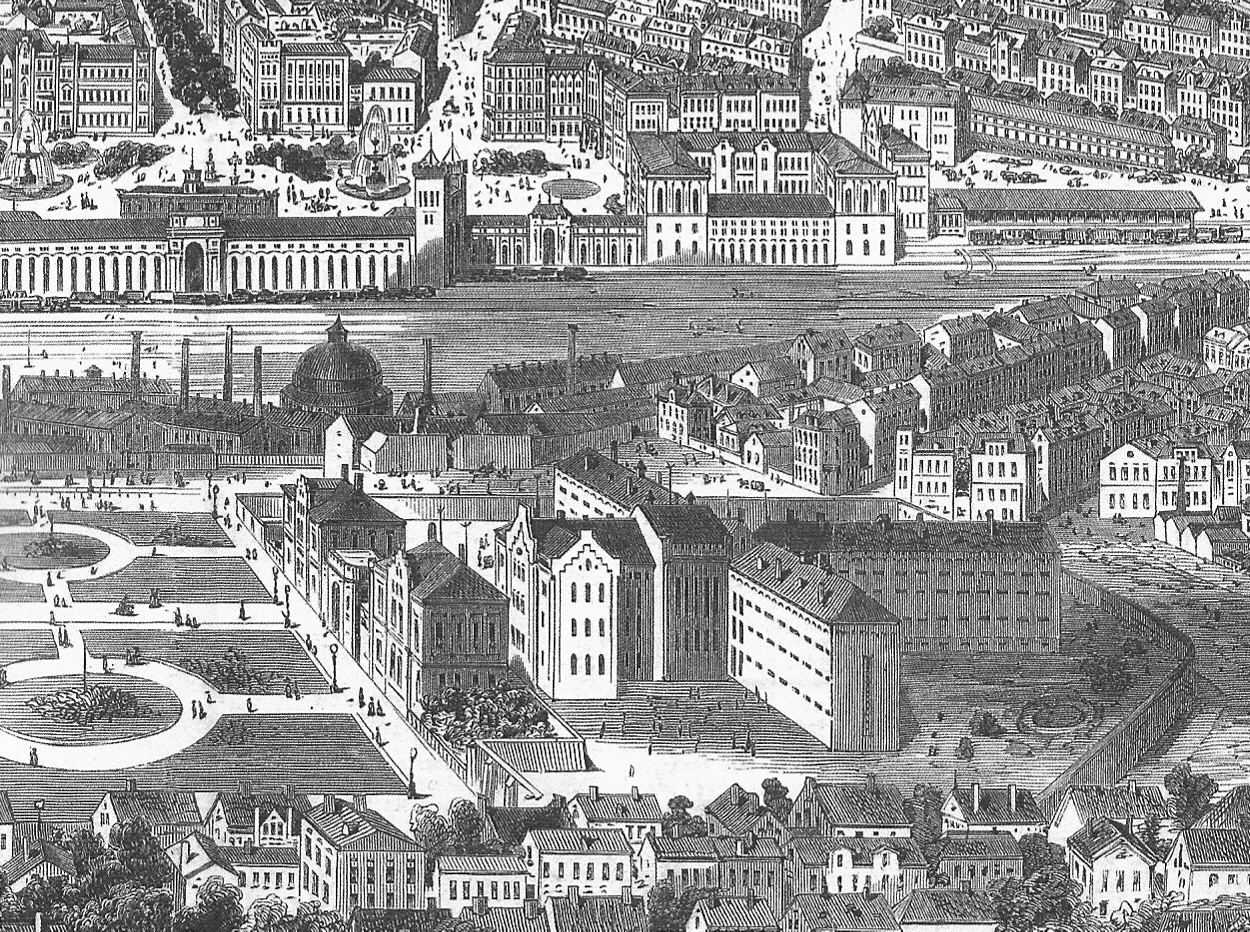
1872: Das Gebäude mit der Kuppel zwischen dem damals noch ebenerdigen Hauptbahnhof und dem Königlichen Zellengefängnis in Hannover markierte den Vorläufer des späteren Ausbesserungswerkes.

Das erste sogenannte Werkstattlokal der Königlich Hannöverschen Staatseisenbahnen, das die Reparatur- und Werkstattarbeiten für Lokomotiven und Wagen der im Aufbau befindlichen Eisenbahnstrecke Berlin–Magdeburg–Hannover–Minden–Köln ausführen sollte, war am 1. Juni 1842 am Schiffgraben gegründet worden, wurde aber beim Bau der Central-Station Hannover (dem heutigen Hauptbahnhof Hannover) auf dessen Nordseite am Raschplatz verlegt, diese war der direkte Vorläufer des Ausbesserungswerkes. Mit dem Aufschwung des Eisenbahnverkehrs musste diese Reparaturwerkstatt der Erweiterung der Gleisanlagen des Hauptbahnhofes weichen. Die Eisenbahnverwaltung kaufte daher außerhalb der hannoverschen Stadtgrenzen ein großes Gelände (ca. 63 Hektar) in den Gemarkungen der Dörfer Stöcken und Herrenhausen zur Gründung einer großen Reparaturwerkstatt (Königlich Preußische Hauptwerkstätte Leinhausen). Das Gelände lag nördlich der Eisenbahnstrecke und konnte unmittelbar angeschlossen werden. Die ebenfalls am Gelände nordöstlich vorbeiführende Strecke Hannover–Langenhagen–Walsrode wurde erst 1890 eröffnet.
Das Grundstück bot genügend Platz für die Werkstätten und eine Wohnsiedlung (Colonie Leinhausen) für die dort beschäftigten Arbeiter, Angestellten sowie Beamten und deren Familien. Geplant waren 400 Wohnungen. Mit dem Bau wurde am 18. Juni 1874 begonnen. Es wurde eine Lokreparaturhalle mit 31 Ständen und einer Schiebebühne errichtet, eine Wagenreparaturhalle mit 19 Ständen, sowie die erforderliche Nebeneinrichtungen wie Kesselhaus, Gießerei, Kesselschmiede. Für das Wagenersatzteillager verwendete man Teile des ersten hannoverschen Hauptbahnhofes. Ab dem 31. März 1878 begann der Betrieb in den neuen Gebäuden mit den ersten aus Hannover verlagerten Werkstätten mit zunächst 400 Beschäftigten.

### Kommunale Bedeutung
Da sich die damals bäuerlich geprägten Nachbargemeinden Stöcken und Herrenhausen beharrlich weigerten, die neu gegründete Siedlung einzugemeinden (man befürchtete wegen des hohen Anteils an Arbeitern „socialdemokratische Elemente“ in der Bevölkerung), blieb die Siedlung gemeinderechtlich lange ein selbstständiger Gutsbezirk mit dem Werksleiter als „Gutsverwalter“. Damit hatte der von der Eisenbahnverwaltung ernannte Werksleiter eine verwaltungsrechtlich ähnliche Stellung wie andernorts in Gemeinden ein gewählter Bürgermeister (z. B. übernahmen er oder seine Werksbeamte standesamtliche Aufgaben im „Standesamt Leinhausen“ und waren für Sozialdienste, Feuerwehr und Schule verantwortlich, die auch von der Eisenbahnverwaltung finanziert wurden).
1895 hatte die „Gutssiedlung“ Leinhausen über 1000 Einwohner und war viel zu groß für diese Verwaltungskonstruktion, die für Landarbeiter-Ansiedlungen, zu klein für ein Dorf, mit einer Handvoll Einwohnern in dünn besiedelten landwirtschaftlich geprägten Gegenden gedacht war. Die Eisenbahnverwaltung drängte wegen der steigenden Kosten für die gemeindlichen Aufgaben und Verwaltungsleistungen auf Entlastung. Die Bewohner hatten, wie jeder wahlberechtigte Bürger im deutschen Reich, das Kommunalwahlrecht. Da sie aber juristisch nicht in einer Gemeinde wohnten, gab es kein Bürgermeisteramt und keine Gemeindevertretung und demzufolge auch keine Wahlen, daher war für sie dieses demokratische Recht wertlos. Die Landkreisverwaltung forderte die Kommunalisierung der entstandenen städtisch geprägten Siedlung. Schließlich wurde das Gelände am 1. Oktober 1928 nach Hannover eingemeindet und entwickelte sich zum Stadtteil Leinhausen. Die benachbarten Dörfer Herrenhausen und Stöcken waren bereits 1891 und 1907 Stadtteile von Hannover geworden.
Die alte Siedlung Leinhausen, bestehend aus einzelnen oder in Gruppen stehenden Wohnhäusern, wurde ab 1959 abgerissen. Das Gelände wurde großflächig mit Wohnhochhäusern für Mitarbeiter der Bundesbahn bebaut, um der großen Wohnungsnot in Hannover für die Bahn-Beschäftigten zu begegnen. 2009 waren daher nur noch wenige Relikte der alten Colonie Leinhausen zu sehen.

## Weitere Entwicklung

### 20. Jahrhundert

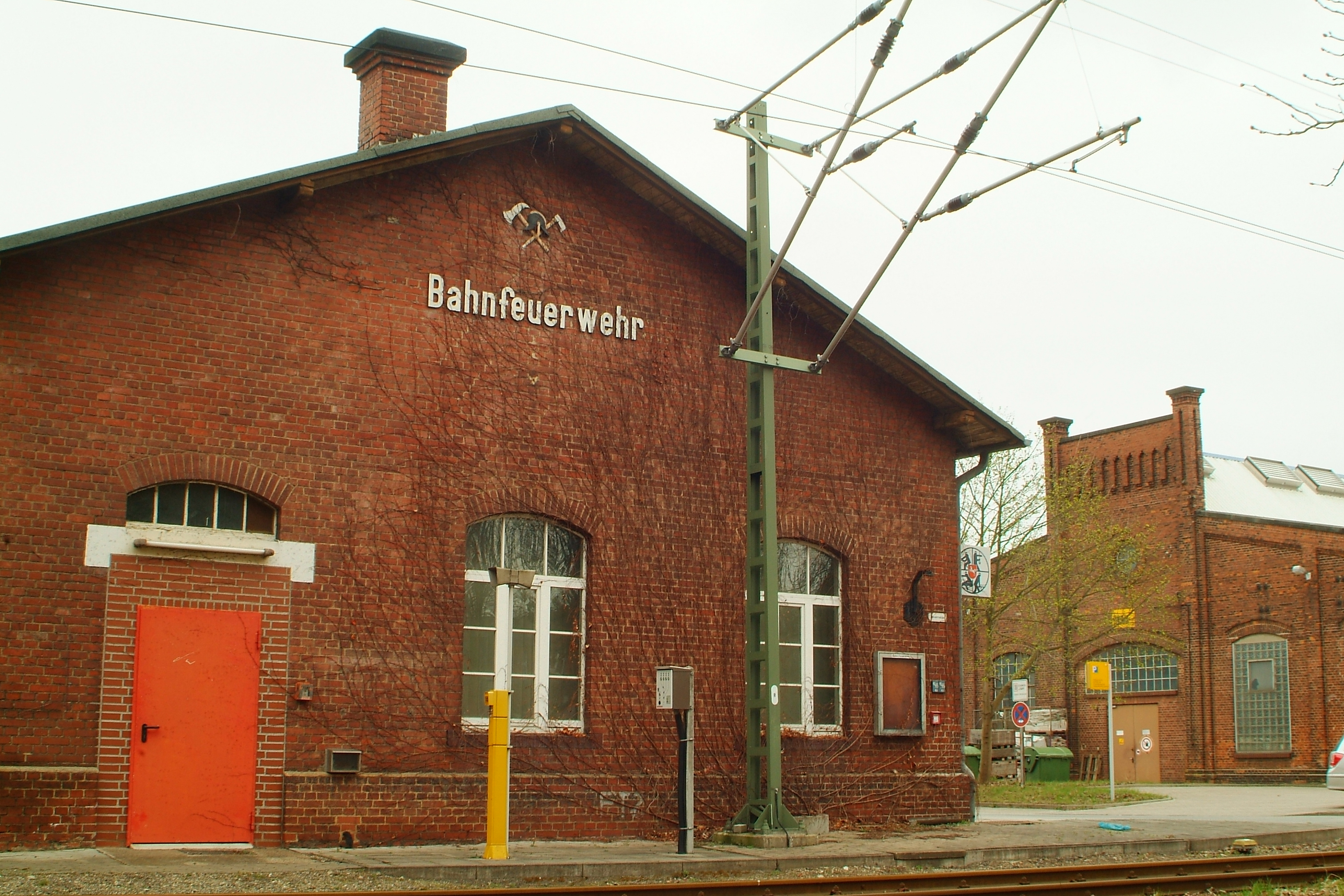
Gebäude der „Bahnfeuerwehr“ im Frühjahr 2011

Mit der starken Zunahme des Eisenbahnverkehrs mussten auch die Gebäudeanlagen ständig erweitert werden, so dass bis 1914 fast jährlich Gebäude neu erstellt wurden oder den neuen Anforderungen, bedingt z. B. durch größere Lokomotiven oder schwerere Montageteile, angepasst wurden. 1881 wurde eine Wagenschnellausbesserung eingerichtet, 1882 eine zweite Lokreparaturhalle mit 42 Ständen. Auch ein Oberbaumateriallager wurde eingerichtet. 1887 wurde der Haltepunkt Leinhausen an der Strecke nach Wunstorf eingerichtet, damit war ein besserer Verkehrsanschluss vorhanden. Daneben gab es aber auch einen Arbeiterzug, der dreimal täglich vom Hauptbahnhof über Hainholz direkt in das Werkgelände verkehrte. Diese Verbindung gab es bis in die 1970er Jahre.
1881 wurde nach einem Großbrand auf dem Gelände eine erste freiwillige Feuerwehrabteilung gegründet. 1887 wurde sie offiziell zur „Freiwilligen Feuerwehr der Königlichen Eisenbahn-Hauptwerkstätte“. Sie war mit einer modernen Dampfspritze ausgestattet, die als die modernste und leistungsfähigste Spritze von Hannover und des ganzen Umlandes galt. 1901 wurde die Werkfeuerwehr als Gemeinde-Pflichtfeuerwehr für die Colonie Leinhausen durch den Landrat anerkannt. Sie erhielt damit den öffentlichen Status ähnlich einer Freiwilligen Feuerwehr (z. B. feuerpolizeiliche Rechte und öffentliche Aufgaben).
1895 hatte das Werk etwa 1400 Mitarbeiter, der Gutsbezirk zählte rund 1000 Einwohner. Es gliedert sich in fünf Abteilungen:
A) Lokreparatur, B) Güter- und Reisezugwagenreparatur, C) Weichenbau und Schmiede, D) Kesselschmiede, E) Verwaltung.
Die Reparaturwerkstatt für Reisezugwagen wurde 1906 erweitert, die Lokreparatur 1907 nochmals um 36 Stände erweitert. Ein großer Wasserturm wurde 1909 errichtet.
Zur gesundheitlichen Versorgung der Eisenbahner wurde 1906 eine durch das hannoversche Diakonissenmutterhaus Henriettenstift betriebene Schwesternstation eingerichtet.
1914 hatte das Werk etwa 3200 Mitarbeiter. Wurden bisher nur Tenderlokomotiven betreut, so wurde 1917 eine Tenderwerkstatt eingerichtet, so dass auch die Untersuchung von Schlepptenderlokomotiven möglich wurde. Während des Ersten Weltkrieges diente das Werk aber auch eisenbahnfremden Zwecken, es wurden Granaten und Munition hergestellt. In der Wagenwerkstatt wurden Lazarettzüge ausgestattet.
Nach Ende des Ersten Weltkrieges zählte das Werk durch die Kriegsheimkehrer etwa 5800 Beschäftigte. Das war der höchste jemals in der Geschichte des Werkes erreichte Personalstand. Das Werk war damit mit Abstand das größte Werk der 1921 gegründeten Deutschen Reichsbahn.
Monatlich wurden 60 bis 65 Lokomotiven instand gesetzt, jährlich 2000 Güter- und Reisezugwagen, außerdem wurden 600 Weichen neu gebaut und 600 aufgearbeitet. 1925 wurde die Fließbandfertigung eingeführt und das Werk beschränkte sich dadurch vorwiegend auf die Unterhaltung der preußischen P 8. 1928 waren noch 3718 Arbeiter und 284 Beamte beschäftigt, so dass das Werk immer noch das größte Ausbesserungswerk der Reichsbahn war.
1929 kam die Instandsetzung von Triebwagen, insbesondere der ehemals preußischen Akkumulatortriebwagen. Der vom Ingenieur Franz Kruckenberg konstruierte sogenannte „Schienenzeppelin“ wurde in mehrjähriger Bauzeit in Leinhausen aufgebaut und gewartet.
Bedingt durch die Weltwirtschaftskrise und dem damit einhergehenden Rückgang des Transportvolumens nahm auch der Bedarf an Werkstattkapazitäten und Mitarbeitern ab. So wurde am 29. Juli 1931 die Lokreparatur aufgegeben, die letzte fertiggestellte Lok war die 38 3187. Am 1. April 1933 waren noch 2016 Mitarbeiter beschäftigt. 145 Triebwagen, 3359 Personenwagen und 360 Güterwagen wurden in diesem Jahr untersucht.
Das Werk übernahm 1935 Reparaturaufgaben für Kraftfahrzeuge der Bahn (LKW für den Stückguttransport und Omnibusse).
1941 wurde aus dem Ausbesserungswerk Leinhausen das Reichsbahnausbesserungswerk Hannover. Auch die Lok- und Tenderreparatur, vornehmlich der DR-Baureihe 50 und der Baureihe 91.3 wurde wieder aufgenommen.
Am 19. Oktober 1943 wurde das Werk bei einem Bombenangriff fast vollständig zerstört. Eine Zeitlang war geplant, das Werk ganz aufzugeben und dafür in Seelze ein neues Lokausbesserungswerk zu errichten.
Nachdem sich die Verhältnisse wieder weitgehend normalisiert hatten, wurden die Aufgaben neu geordnet. Die Triebwagen wurden nun im AW Limburg unterhalten, die Weichenfertigung ging an das AW Witten.

### Nachkriegszeit
Mit Gründung der Deutschen Bundesbahn als Nachfolger der Deutschen Reichsbahn AG, hatte das Werk 1950 etwa 3100 Beschäftigte und firmierte nun unter Eisenbahn-Ausbesserungswerk Hannover. Nach dem Ausbesserungswerk München-Freimann war es das zweitgrößte der DB.
1952 wurden die Loks der Baureihe 50 an das AW Bremen und die der Baureihe 91.3 an das AW Jülich abgegeben, 1953 die letzte Lok untersucht und die Lokreparatur erneut aufgegeben. In die Lokrichthalle zog die Signalfertigung ein.
Im Rahmen des Wiederaufbaus des Wagenparks der Deutschen Bundesbahn nach dem Zweiten Weltkrieg hat es eine wesentliche Rolle eingenommen, da hier einige für die Nachkriegszeit charakteristische Personenwagen-Serien gebaut und teilweise auch entwickelt wurden. Dazu zählten die Umbauwagen, von 1953 bis 1958 die dreiachsige und von 1958 bis 1960 die vierachsige Variante. Von 1962 bis 1965 erfolgte die Fertigung der n-Wagen.
Daneben wurden bis 1963 vorwiegend Güterwagen unterhalten. Nach 1963 wurde der Umbau und die Unterhaltung der Bahndienstwagen hier konzentriert. Die Kraftfahrzeug-Unterhaltung wurde 1959 nach Bremen verlagert.
In der Folge nahm der Bedarf an Werkstattkapazitäten drastisch ab. Diese Entwicklung hatte viele Ursachen. Der Wegfall der Dampftraktion verringerte den Wartungsaufwand für Lokomotiven auf einen Bruchteil des früheren Wartungsaufwandes. Der Ersatz des nach dem Zweiten Weltkrieg notdürftig reparierten Wagenparks, der teilweise durch Wiederaufarbeitung von 50 Jahre altem Wagenmaterial ergänzt worden war, durch fabrikneue, moderne und daher wartungsarme Wagenkonstruktionen verringerten den Arbeitsaufwand in den Jahren zwischen 1960 und 1970 deutlich. Der Rückgang von typischen Massentransporten durch z. B. der Wegfall der Kohle als Energieträger oder Wegfall der Mineralöltransporte (Ersatz durch Pipelines), die generelle Erhöhung der Tragkraft der eingesetzten Waggons, die Verlagerung des Transports auf die Straße, allgemeine Rationalisierungsfortschritte durch Mechanisierung, weitgehender Wegfall von Wiederaufbereitungsmaßnahmen für alte Fahrzeuge sowie die Übernahme von Wartungsaufgaben durch die Industrie machten eine starke Reduktion der bahneigenen Werkstattkapazität erforderlich. Von dieser Entwicklung waren alle Ausbesserungswerke betroffen; das Ausbesserungswerk Leinhausen machte keine Ausnahme. 1965 waren noch 1725 Beschäftigte vorhanden, 1970 sank der Personalstand auf etwa 750 Beschäftigte. Große Teile des Geländes wurden nicht mehr genutzt.
Zwischen etwa 1965 und 1975 bereitete die Deutsche Bundesbahn, in Abstimmung mit den anderen europäischen Bahnverwaltungen, ihren Wagenpark auf die für 1981 europaweit geplante Einführung der Automatischen Kupplung (Vorhaben „AK“) vor. Dazu mussten erhebliche konstruktive Umbauten an allen im Einsatz befindlichen Wagen vorgenommen werden, um die über die neue Kupplung mittig statt bisher über die Puffer an den Seiten eingeleiteten Druckkräfte im Wagenunterbau aufnehmen zu können. Außerdem waren einfache sowie vor allem schnelle Montagemöglichkeiten für die schwere und voluminöse neue Kupplungsaufnahme nötig. Hierzu wurden die für andere Wartungsaufgaben nicht mehr benötigten Werkstattkapazitäten eingesetzt. Außerdem wurden überall im Bundesgebiet (auch in Leinhausen) großzügige Werkstatt-Kapazitäten (Hallen mit Gleisanschluss) vorgehalten, um die eigentliche Umstellung der vorbereiteten Fahrzeuge für den gesamten Wagenpark in sehr kurzer Zeit (wenige Monate) durchführen zu können. 1975 wurde das gesamte Programm europaweit ausgesetzt, später ganz abgebrochen; für die nun bundesweit brachliegenden Montage-Kapazitäten waren keine Aufgaben mehr absehbar und sie wurden in der Folge, auch in Leinhausen, abgebaut.
Die Schnellausbesserung wurde 1967 nach Seelze verlagert.
1992 wurde das eigentliche Ausbesserungswerk endgültig geschlossen. Nur noch kleinere Betriebsteile arbeiten auf dem Gelände. In der Folge gab es Überlegungen, das Werksgelände komplett zu räumen und für den Wohnungsbau zu verwenden.
Im Rahmen der Erweiterung des hannoverschen Stadtbahnnetzes und dem resultierenden Bedarf an zusätzlicher moderner Werkstattkapazität für Stadtbahnfahrzeuge wurde ein Teil des Geländes 1994 verkauft und für den Bau einer hochmodernen Stadtbahnwerkstatt der ÜSTRA genutzt. Dabei war durch die in der Nähe verlaufende Stadtbahnlinie zum Volkswagenwerk Hannover-Stöcken der Anschluss an das Stadtbahnnetz einfach zu realisieren und das Gelände bekam direkten Gleisanschluss zum Netz der ÜSTRA. 1998 nahm der neu erbaute Betriebshof Leinhausen der ÜSTRA den Betrieb auf.
Auf dem Gelände fand bis 2008 rund 130 Jahre lang ununterbrochen Wartung und Reparatur von Schienenfahrzeugen statt. Einige erhaltenswerte Gebäude der alten Werksarchitektur wurden unter Denkmalschutz gestellt und warten auf ein langfristig überzeugendes Nutzungskonzept. Es existieren auf dem Gelände zwei große Werkstätten für die Wartung von S-Bahnen und von Straßenbahnen der ÜSTRA.
Zu den Gebäuden unter Denkmalschutz gehört das Stellwerk Hlf am Leinhäuser Weg, Ecke Schaumburgstraße. Es wurde 1915 errichtet. Das Erdgeschoss ist aus massivem Ziegelmauerwerk, das Obergeschoss aus Fachwerk, und ist mit Brettern verkleidet. Die Stellwerkstechnik im Inneren ist noch vorhanden. 2001 wurde es unter Denkmalschutz gestellt.

## Aufgaben
Das Werk hatte im Laufe seiner über 130-jährigen Geschichte zahlreiche Reorganisationen und Aufgabenverlagerungen erlebt. Die arbeitsintensive und für ein großes Ausbesserungswerk eigentlich charakteristische Unterhaltung von Dampflokomotiven wurde bereits relativ früh (1953) zugunsten spezialisierter Werke im Umkreis (z. B. in Braunschweig und Göttingen) aufgegeben. Diese Werke waren dann gegen Ende ihrer Existenz organisatorisch dem Ausbesserungswerk Leinhausen zugeordnet.
Neben der Produktion von 4-achsigen Eilzugwagen („Schürzenwagen“) vor dem Zweiten Weltkrieg und 3- und 4-achsigen Personenwagen (sogenannte „Umbauwagen“ und „Silberlinge“ für den Nahverkehr) nach Kriegsende auf Basis des Materials (Stahlträger, Achsteile, Drehgestelle usw.) ausgeschlachteter Waggons wurden auch Güterwagen und Triebfahrzeuge gewartet.
Außerdem gehörten zeitweise Weichenbau und -wartung, Gleisbau, Wiederaufarbeitung von mechanischen Signalanlagen, Schrankenanlagen und mechanischen Stellwerksanlagen, Material-Wiederaufarbeitung (z. B. von Oberbau-Materialien wie Schwellen und Kleineisen), Wartung und Reparatur von Elektrofahrzeugen für den Gepäcktransport („Elektrokarren“) sowie anderer Flurförderfahrzeuge (z. B. Gabelstapler und Hubwagen des Stückgutverkehrs), Wiederaufarbeitung von Bleiakkumulatoren, sowie zentrale Bevorratung von Verbrauchsmaterialien, Verschleißteilen, Rohmaterialien und Halbprodukten zu den auf dem Gelände angesiedelten Aufgaben.
Auch die zentrale Wiederaufarbeitung von Verschleißteilen wie Bremsschläuche und Guss von Achs-Gleitlagerschalen und Bremsbacken waren im Werk angesiedelt.
Heute befindet sich auf einem Geländeteil ein Betriebshof zur Wartung von Stadtbahnwagen der ÜSTRA und eine moderne Wartungswerkstatt von DB Regio, die 2000 bis 2022 zur Wartung von Triebwagen der S-Bahn Hannover genutzt wurde. In letzterer werden mittlerweile die Alstom Coradia LINT 41 aus dem Fahrzeugpool der LNVG gewartet, die die Start Nahverkehrsgesellschaft Niedersachsen-Mitte auf dem Heidekreuz und im Raum Hildesheim einsetzt.

## Bezeichnungen
Im Laufe seiner wechselvollen Geschichte hat das Werk viele Namen gehabt. Dabei unterlag die Namensgebung stets zwei Einflüssen: für die Beschäftigten lag das Werk immer in „Leinhausen“, dem eigentlich selbstständigen Standort „ihres“ Werkes. Überregional galt es als das wesentliche Ausbesserungswerk der Reichsbahn- bzw. Bundesbahn-Direktion Hannover und führte daher „Hannover“ in seinem Namen.
Außerdem spiegelt die Namensfolge die Wandlungen im Verständnis der Einrichtung und ihrer Organisation von der handwerklich geprägten „Werkstatt“ über die behördlich geprägten Begriffe „Inspection“ und „Amt“ zum industriell organisierten „Werk“. Die Namensfolge ist damit ein aufschlussreiches Indiz für die Entwicklung der Eisenbahnorganisation in Deutschland.
Einige Bezeichnungen, die das Werk trug, bzw. unter denen das Werk in Dokumenten und Literatur zu finden ist:
- Königlich Preußische Hauptwerkstätte Leinhausen (1878)
- Eisenbahn-Hauptwerkstatt Hannover
- Königliche Eisenbahn-Hauptwerkstätte Hannover (1887)
- Königliche Eisenbahn-Werkstätten-Inspection Leinhausen(1908)
- Königliches Eisenbahn-Werkstätten-Amt Leinhausen (1911)
- Hauptwerkstätte Leinhausen (1920)
- Eisenbahnwerk Hannover
- Eisenbahnwerk Leinhausen (1922)
- Eisenbahnausbesserungswerk Leinhausen (EAW Leinhausen, 1925)
- Reichsbahnausbesserungswerk Leinhausen (RAW Leinhausen, 1932)
- Reichsbahnausbesserungswerk Hannover (RAW Hannover, ab 1. April 1940)
- Eisenbahn-Ausbesserungswerk Hannover (1949)
- Bundesbahn-Ausbesserungswerk Hannover (1951)
- Bundesbahnausbesserungswerk Hannover-Leinhausen
- Ausbesserungswerk Leinhausen
- Ausbesserungswerk Hannover (AW Hannover)
- Werk Hannover
- S-Bahn Werkstatt Hannover Leinhausen